# Kongregacja Solesmeńska
Kongregacja Solesmeńska – jedna z 20 kongregacji zakonu benedyktynów należących do Konfederacji Benedyktyńskiej. Zrzesza klasztory oparte na regule św. Benedykta. Założona w 1837 roku jako Kongregacja Francuska. Zrzesza obecnie ponad 30 klasztorów męskich i żeńskich.

## Historia
Kongregacja powstała w 1837, na mocy brewe papieża Grzegorza XVI, z połączenia Kongregacji Kluniackiej, Kongregacji św. Maura i Kongregacji św. Wanna i Hidulfa. Domem macierzystym jest opactwo św. Piotra w Solesmes.

## Członkowie
Klasztory położone są we Francji, jeśli nie zaznaczono inaczej. Data oznacza przystąpienie do Kongregacji.

### Gałąź męska
- Opactwo św. Piotra w Solesmes (1833)
- Opactwo św. Marcina w Ligugé (1853)
- Opactwo Matki Bożej w Ganagobie (1856)
- Opactwo św. Dominika z Silos (1880)
- Opactwo św. Pawła w Wisques (1889)
- Opactwo św. Marii w Paryżu (1893)
- Opactwo św. Wandrille’a z Fontenelle (1894)
- Opactwo św. Maurycego i Maura w Clervaux (1890)
- Opactwo św. Anny w Kergonan (1897)
- Opactwo św. Benedykta w St Benoît du Lac -  Kanada (1912)
- Klasztor Matki Bożej z Montserrat w Madrycie, Hiszpania (1918)
- Opactwo Matki Bożej w Quarr - Wielka Brytania (1922)
- Klasztor Matki Bożej z Góry Oliwnej w Schoelcher, Martynika (1947)
- Opactwo Matki Bożej w Fontgombault (1948)
- Opactwo Matki Bożej w St. Benedictusberg - Holandia (1951)
- Opactwo Najświętszego Zbawiciela w Leyre (1954)
- Opactwo św. Krzyża w Valle de los Caidos, Hiszpania (1958)
- Opactwo Niepokalanego Serca Najświętszej Maryi Panny w Keur-Moussa - Senegal (1961)
- Opactwo Matki Bożej w Randol (1971)
- Opactwo Matki Bożej w Triors (1984)
- Opactwo Matki Bożej w Donezan (1994)[2]
- Klasztor św. Benedykta w Palendriai - Litwa (1998)
- Opactwo Zwiastowania Najświętszej Maryi Pannie w Clear Creek - USA (1999)

### Gałąź żeńska
- Opactwo św. Cecylii w Solesmes (1866)
- Opactwo Matki Bożej w Wisques (1889)
- Opactwo św. Michała Archanioła w Kergonan (1898)
- Opactwo Matki Bożej z Deux-Montagnes - Kanada (1936)
- Opactwo św. Cecylii w Ryde - Wielka Brytania (1950)
- Opactwo św. Jana Chrzciciela w Keur-Guilaye - Senegal (1970)
- Klasztor Matki Bożej Anielskiej w Le Carbet - Martynika (1977)
- Opactwo Niepokalanego Serca Najświętszej Maryi Panny w Westfield - USA (1981)